# Let It Die
Let It Die (deutsch: Lass es sterben) ist das zweite Studioalbum der kanadischen Sängerin und Songschreiberin Leslie Feist. Es erschien am 18. Mai 2004 in Kanada und am 12. Juni desselben Jahres in England. Let It Die erreichte Platz 38 der französischen Albumcharts, Platz 51 der österreichischen sowie Platz 47 in den belgischen Charts. Im Jahr 2006 erlangte das Album in Kanada mit 100.000 verkauften Einheiten Platin-Status.

## Produktion
Im Gegensatz zu ihren folgenden Alben fungiert Leslie Feist auf Let It Die nicht als hauptsächliche Songschreiberin. Die Stücke Mushaboom sowie das titelgebende Let It Die stammen aus Feists Feder. An einer Reihe der anderen Kompositionen ist zusätzlich der langjährige musikalische Wegbegleiter Chilly Gonzales maßgeblich beteiligt. Des Weiteren sind auch einige Coverversionen enthalten, zum Beispiel Inside and Out, das im Original von den The Bee Gees stammt. Der Titel When I was a Young Girl ist die Bearbeitung eines Volksliedes.
Für die Produktion des Albums zeichnen Renaud Letang und Gonzales verantwortlich. Let It Die wurde 2002 und 2003 in Paris aufgenommen.

## Titelliste
Das Album wurde in verschiedenen Editionen für den internationalen Markt aufgelegt. Sie unterscheiden sich in der Zahl der Bonusstücke und der Zusammenstellung der jeweils letzten Titel. Lover's Spit ist ein versteckter Titel, der nach Ende des zwölften Titels eingespielt wird. Hier singt Leslie Feist zusammen mit der Band Broken Social Scene.
1. Gatekeeper – 2:16
2. Mushaboom – 3:44
3. Let It Die – 2:55
4. One Evening – 3:36
5. Leisure Suite – 4:07
6. Lonely Lonely – 4:10
7. When I Was a Young Girl – 3:08
8. Secret Heart – 3:49
9. Inside and Out – 4:017
10. Tout doucement – 2:31
11. Now at Last – 3:16
12. Gatekeeper (full mix) – 2:42
13. Lover's Spit (versteckt)

## Rezeption
Das Musikmagazin Rolling Stone bezeichnete Feists Stil und den Produktionsklang als sparsam, aber abwechslungsreich. Betont wurde der gelungene Übergang zwischen den Originalkompositionen Feists, die in der ersten Hälfte des Albums dominieren, und den „gut gewählten“ Coverversionen der zweiten Hälfte. Die Kombination eigener Songs mit ausschließlichen Coverversionen zum Ende des Albums stieß jedoch auch auf Kritik, die auf sinkende Qualität zum Schlusspunkt des Albums zielt.